# August Eduard Martin
August Eduard Martin (Jena, 14 luglio 1847 – Berlino, 26 novembre 1933) è stato un ginecologo tedesco.
Suo padre, Eduard Arnold Martin (1809-1875), era anch'egli uno specialista in ginecologia.
Studiò medicina alle università di Jena e Berlino, ricevendo il suo dottorato in quest'ultima istituzione nel 1870. Lavorò come assistente di suo padre a Berlino, dove ottenne la sua abilitazione nel 1876. A Berlino aprì una clinica privata che divenne famosa per ginecologia operativa. Dal 1899 al 1907 fu professore ordinario all'Università di Greifswald, dove fu anche nominato capo della Frauenklinik.
È accreditato per aver sviluppato una varietà di procedure chirurgiche ginecologiche e ostetriche, essendo particolarmente riconosciuto per il suo lavoro che coinvolge le operazioni vaginali. Introdusse diversi strumenti in medicina, che includevano uno Scheidenspekulum. Con Max Saenger, nel 1894 pubblicò "Monatsschrift für Geburtshilfe und Gynäkologie".

## Opere principali
- Leitfaden der operativen Geburtshülfe, 1877.
- Hand-Atlas der Gynäkologie und Geburtshülfe (2ª edizione, 1878), di Eduard Arnold Martin, a cura di August Eduard Martin, tradotta in inglesein "Atlas of obstetrics and gynaecology" (1880).
- Lehrbuch der Geburtshilfe, für praktische Ärzte und Studirende, 1891.
- Handbuch der Krankheiten der weiblichen Adnexorgane, 1895.
- Pathologie und Therapie der Frauenkrankheiten (4ª edizione 1907), con Philipp Jacob Jung, tradotta in inglese "Pathology and treatment of diseases of women" (1912).[1]